# Christophe Capelle
Christophe Capelle (ur. 15 sierpnia 1967 w Compiègne) – francuski kolarz torowy i szosowy, złoty medalista olimpijski.

## Kariera
Największy sukces w karierze Christophe Capelle odniósł w 1996 roku, kiedy wspólnie z Philippe'em Ermenaultem, Jean-Michelem Moninem i Francisem Moreau zwyciężył w drużynowym wyścigu na dochodzenie podczas igrzysk olimpijskich w Atlancie. Był to jedyny medal wywalczony przez Capelle'a na międzynarodowej imprezie tej rangi. Ponadto w 1990 roku wygrał niemiecki Hessen-Rundfahrt, a dwa lata później był drugi w klasyfikacji generalnej Kuurne-Bruksela-Kuurne. W 2000 roku został mistrzem kraju w szosowym wyścigu ze startu wspólnego. W tym samym roku wystąpił na igrzyskach olimpijskich w Sydney, zajmując dziesiąte miejsce w madisonie, dziewiętnaste w wyścigu punktowym, a wyścigu szosowego ze startu wspólnego nie ukończył. Sześciokrotnie startował w Tour de France i raz w Giro d'Italia, ale bez sukcesów. Nigdy nie zdobył medalu na szosowych ani torowych mistrzostwach świata.